# Tumulus de Xhendremael
Le tumulus de Xhendremael appelé en wallon Li Tombe di Hên'mâl est un tumulus gallo-romain situé à Xhendremael dans la commune belge d'Ans en province de Liège. 
Il est repris sur la liste du patrimoine immobilier classé d'Ans depuis le 4 décembre 2012.

## Situation
Il se situe en Hesbaye au sud-ouest du village de Xhendremael, dans un champ cultivé, le long de la rue Tasson. 

## Description
Il s'agit d'un tumulus planté de quelques arbres. Il a une base de forme ovale, d'un diamètre d'axe nord-sud d'environ 30 m et d'un diamètre d'axe est-ouest d'environ 20 m

## Histoire
Le tumulus a été fouillé en 1875 par Georges de Looz qui n'y a trouvé que quelques tessons de poteries. Il servait vraisemblablement de sépultures aux habitants de la villa romaine voisine découverte en 1933 entre Xhendremael et Waroux.